# رينزو فيرا
رينزو فيرا (بالإسبانية: Renzo Vera)‏ (1 يونيو 1983 ببارانا، انتري ريوس في الأرجنتين - ) هو لاعب كرة قدم أرجنتيني في مركز الدفاع. لعب مع تيغري وفيرو كاريل أويستي ويونيون دي سانتا في وتاليريس كوردوبا وIndependiente Rivadavia ‏.

## وصلات خارجية
- رينزو فيرا على موقع قاعدة بيانات كرة القدم.إي يو (الإنجليزية)
- رينزو فيرا على موقع Soccerway.com (الإنجليزية)